# Escudo de armas del estado Zulia
El escudo de armas del estado Zulia fue creado por el pintor zuliano Manuel Ángel Puchi Fonseca y establecido como tal por la Asamblea Legislativa del estado el 21 de marzo de 1917. El escudo de armas del estado Zulia entró en vigencia como tal el 5 de julio del mismo año.
Posee tres cuarteles con los mismos colores de la bandera de Venezuela.
El primer cuartel, de color amarillo contiene una torre que simboliza el Castillo de San Carlos de la Barra y el Fuerte de Zapara, que defendieron la entrada al lago de Maracaibo, también indica la fortaleza y la firmeza con que los zulianos lucharon para mantener sus derechos.
El segundo cuartel, de color rojo, contiene el Relámpago del Catatumbo, fenómeno natural, uno de los símbolos de la zulianidad. El relámpago, tiene nueve trazos, representando los nueve distritos que antes formaban al estado, también simboliza el apego de los zulianos a las creaciones de la cultura, arte e intelecto.
El tercer cuartel, en la parte inferior, de color azul contiene un pequeño barco, símbolo de la navegación y el comercio fluvial y lacustre en el estado. 
El escudo está flanqueado por una palma que simboliza la gloria de los héroes en la lucha independentista y por una hoja de plátano, símbolo de la abundancia del fruto del plátano y de la fertilidad de la tierra zuliana.
Ambas hojas se ven atadas por una cinta tricolor en la base del escudo donde se señalan dos fechas:
- 24 de agosto de 1499, día en que Alonso de Ojeda llegó al lago de Maracaibo en nombre de la Colonización española de América.
- 28 de enero de 1821, fecha en que la provincia de Maracaibo decidió independizarse del Imperio español.

El sol poniente en lo alto del escudo señala la situación del Zulia al extremo occidental de la República.
El color de los cuarteles, amarillo, azul y rojo es un homenaje a la bandera nacional y señala la voluntad venezolanista de los zulianos.
- Datos: Q2879353